# El Plata (diario uruguayo)
El Plata fue un periódico uruguayo fundado el 1º de septiembre de 1880 y su última aparición fue el 15 de noviembre de 1881.

## Historia
El Plata fue fundado en 1880 por Carlos María Ramírez. Tuvo entre sus colaboradores a José Pedro Ramírez y Pablo de María. 
Fueron redactores del mismo Ángel Costa, Luis E. Otero, Mariano Ferreira, José E. Ellauri y Carlos Castro.
Directores y Redactores
- Juan Carlos Blanco - 1880-1881 utilizando a veces su nombre y a veces el seudónimo 'Haro'.

Secciones y colaboradores
- José Pedro Ramírez

## Otro diario «El Plata»
A principios del siglo XX hubo otro periódico montevideano también llamado El Plata que funcionaba como complemento vespertino del Diario del Plata (Uruguay).
Para algunas fuentes tuvo su continuación en 1914 con el nombre de El Plata,.